# Antonina Ivanovna Abarinova
Antonina Ivanova Abarinova (in russo Антони́на Ива́новна Аба́ринова?; Vladimir, 24 luglio 1842 – Governatorato di Tula, 29 luglio 1901) è stata un mezzosoprano, contralto e attrice teatrale russa.

## Biografia
Figlia del capo della polizia di Vladimir, studiò canto a San Pietroburgo, Milano e Parigi, dove si perfezionò con Pauline Viardot. Dopo essere apparsa sulle scene di Tblisi, Odessa e Mosca, ottenne il suo primo successo a San Pietroburgo nel 1872 come protagonista ne La Périchole e fu quindi scritturata dal Teatro Imperiale. 
Nel 1874 fu l'ostessa in occasione della prima rappresentazione integrale del Boris Godunov, ma il suo repertorio annoverava anche numerosi altri ruoli del repertorio russo ed europeo, come la principessa in Rusalka, Laura ne Il convitato di pietra, Spiridonovna ne Il potere del Male e Lady Pamela in Fra Diavolo.
Nel 1878 lasciò il mondo della lirica per dedicarsi con successo alla prosa al Teatro Aleksandrinskij e nel 1895 interpretò Polìna Andrèevna in occasione della prima assoluta de Il gabbiano di Anton Čechov.